# Den lilla sjöjungfrun (film, 1989)
Den lilla sjöjungfrun (engelska: The Little Mermaid) är en animerad långfilm från 1989 av Walt Disney Pictures, baserad på sagan med samma namn av Hans Christian Andersen.
Filmen har hittills fått två uppföljare; Den lilla sjöjungfrun II – Havets hemlighet (2000) och Den lilla sjöjungfrun - Sagan om Ariel (2008). 1992-1994 sändes dessutom den tecknade TV-serien Den lilla sjöjungfrun om sjöjungfruns liv innan händelserna i 1989 års film.
År 2022 valdes filmen ut för att bevaras i National Film Registry av USA:s kongressbibliotek då den anses vara ”kulturellt, historiskt eller estetiskt betydelsefull”.

## Handling
Sjöjungfrun Ariel är dotter till havets kung Triton, som är av åsikten att människor är farliga. Ariel vägrar tro det och besöker i hemlighet förlista skepp för att hitta människosaker. Triton upptäcker det och blir ursinnig och förbjuder henne att vara uppe vid ytan. Men Ariel är vid ytan ändå, och räddar en prins, vid namn Eric, från att drunkna. Med hjälp av havshäxan Ursula blir även Ariel en människa, men som betalning får hon ge havshäxan sin röst. För att förbli människa måste Eric kyssa Ariel innan den tredje solnedgången, annars blir Ariel Ursulas slavinna. Till sin hjälp har Ariel sina vänner fisken Blunder, krabban Sebastian och måsen Måsart. I början går det bra och Eric börjar bli förälskad i Ariel, men han kan inte glömma kvinnan med den fantastiska rösten som räddade honom. Vad Ariel inte vet är att havshäxan Ursula har en ond plan. Hon förklär sig till människa och tar Ariels röst för att Eric ska tro att det var Ursula som räddade honom. Eric bestämmer snabbt att det ska hållas bröllop men på själva bröllopsdagen avslöjas Ursula. Det blir en hård kamp, men till slut vinner Ariel och Triton över Ursula. Sedan förklarar Ariel att hon älskar Eric och Triton låter henne bli en människa för evigt.

## Om filmen
Filmen fick två Oscars, en för bästa sång (Havet är djupt) och en för bästa musik.

## Rollista (i urval)
| Figur         | Originalröst              | Svensk originalröst   |
| ------------- | ------------------------- | --------------------- |
| Ariel         | Jodi Benson               | Sissel Kyrkjebø       |
| Eric          | Christopher Daniel Barnes | Jörgen Düberg         |
| Blunder       | Jason Marin               | Samuel Elers-Svensson |
| Sebastian     | Samuel E. Wright          | Per Myrberg           |
| Måsart        | Buddy Hackett             | Per Eggers            |
| Ursula        | Pat Carroll               | Evabritt Strandberg   |
| Grimsby       | Ben Wright                | Claes Thelander       |
| Kung Triton   | Kenneth Mars              | Åke Lindström         |
| Kroken/Snoken | Paddi Edwards             | Rolf Skoglund         |
| Carlotta      | Edie McClurg              | Sissela Kyle          |
| Louis         | Rene Auberjonois          | Hans Josefsson        |
| Budbäraren    | Will Ryan                 | Charlie Elvegård      |

## Sånger
| Originaltitel                | Svensk titel          |
| ---------------------------- | --------------------- |
| Fathoms Below                | Mystiska blå          |
| Daughters of Triton          | Döttrar till Triton   |
| Part of Your World           | Hela min värld        |
| Under the Sea                | Havet är djupt        |
| Part of Your World (Reprise) | Del av din värld      |
| Poor Unfortunate Souls       | Ni förkrympta små liv |
| Les Poissons                 | Les Poissons          |
| Kiss the Girl                | Ta en kyss            |

## Skillnader mellan filmen och sagan
Det finns ett flertal skillnader mellan sagan Den lilla sjöjungfrun och Disneys tolkning. Några av dem är:
- I boken har sjöjungfrun en farmor som är inneboende på slottet. Denna rollfigur medverkar inte i filmen. Några rollfigurer som medverkar i filmen, men inte i boken, är krabban Sebastian (kung Tritons rådgivare), guppyn Blunder (Ariels bästa vän) och fiskmåsen Måsart.
- I boken vill sjöjungfrun gifta sig med en människa för att erhålla en odödlig själ, annars kommer hon att leva i 300 år och förvandlas till sjöskum vid sin död. I filmen förälskar hon sig i Eric efter att ha fått syn på honom på hans skepp för första gången.
- I boken är sjöjungfrun och hennes systrar fria att utforska havsytan och människornas aktiviteter så fort de har fyllt 15 år. I filmen, där Ariel är 16 år, förbjuder deras far dem från att någonsin göra det eftersom han anser att människor är farliga.
- I boken har sjöhäxan ingen egenvinning på att sjöjungfrun ska misslyckas med att få sin prins. I filmen skriver  Ariel på ett kontrakt som indikerar att hon måste kyssa prinsen innan solen går ner på den tredje dagen efter förvandlingen. Misslyckas hon med det blir hon återigen sjöjungfru och Ursulas fånge. Ursula är villig att frigöra henne om hon får kung Tritons treudd.
- Både i boken och i filmen begär sjöhäxan sjöjungfruns talförmåga som pris för förvandlingen. I boken tar hon den genom att skära av hennes tunga medan hon i filmen absorberar Ariels röst (i form av en ljusglob) och förvarar den i ett magiskt snäckhalsband.
- I boken får sjöjungfrun en dryck av sjöhäxan som förvandlar henne till människa. Förvandlingen är då väldigt smärtsam och hennes fötter blir så ömma att de blöder när hon går. Hon simmar i land för att dricka drycken och genomgå den smärtsamma förvandlingen. I filmen är inte förvandlingen i sig smärtsam men Ursula förvandlar henne till människa i sin residens under vattnet, vilket gör att Ariel är på väg att drunkna, eftersom hon inte längre kan simma med sina ben, innan hon räddas av Blunder och Sebastian.
- Boken slutar med att sjöjungfrun förlorar prinsen till en annan kvinna, och hon förvandlas till sjöskum och dör. Filmen slutar istället lyckligt genom att hon vinner prinsens hjärta och förvandlas till människa av sin far.